# Wirtschaft und Erziehung
Wirtschaft und Erziehung (allgemein gebräuchliche Abkürzung: WuE) ist eine Zeitschrift vom Bundesverband der Lehrerinnen und Lehrer an Wirtschaftsschulen.

## Erschienene Ausgaben
Der 1. Jahrgang mit 12 Heften und 300 Seiten erschien bereits im Heckners Verlag in Wolfenbüttel. Fast unbekannt sind die mit Genehmigung der britischen Militärverwaltung erschienen fünf „Vorhefte“, die der am 4. Oktober 1947 gegründete „Verein Deutscher Handelslehrer“ in Düsseldorf herausgegeben hatte. Die ersten 15 Jahrgänge sind im A5-Format erschienen, die folgenden sieben Bände im Lexikon-Format. Ab 1971 erschien die Zeitschrift Format DIN-A4.
Im Frühjahr 2018 erschien mit der Ausgabe 2/2018 das letzte Heft der Zeitschrift Wirtschaft und Erziehung. Mit dem Zusammenschluss der beiden Bundesverbände Lehrerinnen und Lehrer an Wirtschaftsschulen (VLW) und Lehrerinnen und Lehrer an beruflichen Schulen (BLBS) im April 2018 verschmolzen auch deren Fachzeitschriften zu der neuen Zeitschrift Bildung und Beruf, die erstmals im Juli 2018 erschien.

## Geschichte
Wirtschaft und Erziehung ist nach der Deutschen Handelsschul-Lehrer Zeitung (1904–1921); Organ des Vereins Sächsischer (später: Deutscher) Handelsschulmänner und der Deutsche(n) Handelsschul-Warte (1921–1933) das dritte „Organ für das kaufmännische Bildungswesen“ in Deutschland.
Nach der „Zeit der nationalsozialistischen Sachwalter des kaufmännischen Bildungswesens“ war es Anton Pfeifer (1900–1971), der nach dem Zweiten Weltkrieg im Alleingang den Verband der Diplom-Handelslehrer wieder begründete und in der Tradition des „Reichsverbandes“ auch eine neue Verbandszeitschrift ins Leben rief. Der Name stimmt „mit dem Thema einer der ersten wirtschaftspädagogischen Habilitationsschriften überein, mit der Walter Löbner (1902–1982) 1934 in Leipzig die akademische Lehrbefähigung erwarb“. Damit, so schreibt Horlebein weiter, könnte „eine Verbindungslinie zur akademischen Wirtschaftspädagogik beabsichtigt gewesen sein, zugleich sollte ‚Wirtschaft und Erziehung’ jedoch auch Zukunftsprogramm sein, das den Handelslehrer nicht in der früher engen Bindung an den Handelsstand darstellte, sondern als Wirtschaftslehrer mit umfangreicheren Zielen’“ (Festschrift, S. 63).
WuE erschien – bedingt durch Lizenzschwierigkeiten – erstmals im Januar 1949 und firmierte als Monatsschrift des Verbandes Deutscher Diplom-Handelslehrer. Die Schriftleitung wurde bis 1951 vom Verbandsvorsitzenden wahrgenommen, aber 1952 für dann 18 Jahre an Heinrich Schrader (1908–1987) übertragen. Dieser hat die in WuE behandelten Themengebiete ausgeweitet und der Zeitschrift ein der Norm DIN B 5 angenähertes Format gegeben. Ähnlich lange wie Schrader war der Rudolf Blatt Schriftleiter von WuE (von 1978 bis 1995).
Die Zeitschrift umfasste nun die Sparten „Aufsätze und Diskussionsbeiträge“, „Verband, Politik, Persönliches“ sowie „Bund, Länder, Dokumentation“. Und es wurde die bereits von Schrader gepflegte Kategorie „Leitartikel“ wieder eingeführt. Den „Leitartikel“ – so schreibt Horlebein – hat er als die „Visitenkarte“ der Zeitschrift angesehen.
Ebenfalls 1949 ist von Hochschullehrern die Zeitschrift Die Deutsche Berufs- und Fachschule (DBFsch) herausgegeben worden, die 1980 in Zeitschrift für Berufs- und Wirtschaftspädagogik (ZBW) umbenannt worden ist. Sie ist allerdings von „Gewerbelehrern“ dominiert worden, war jedoch immer auch eine Plattform zur Veröffentlichung wirtschaftspädagogischer Aufsätze. Und dann ist noch die Zeitschrift Erziehungswissenschaft und Beruf (EwuB)zu nennen, die 1953 als Der Merkur-Bote des Merkur-Verlags in Rinteln gegründet worden ist. Das Hauptaugenmerk lag auf der Erörterung didaktischer und methodischer Fragen sowie auf der Präsentation von Unterrichtsentwürfen.

## Weiterführende Literatur
- Schrader, Heinrich: 15 Jahre Wirtschaft und Erziehung. In: WuE, 16. Jg. (1964), S. 11–13
- Schötz, Werner: Wirtschaft und Erziehung – das Organ für das kaufmännische Bildungswesen. In: Festschrift zum 75-jährigen Jubiläum des Bundesverbandes der Lehrer an Wirtschaftsschulen,  Wolfenbüttel 1983, S. 17–20
- Blatt, Rudolf: Wirtschaft und Erziehung – Portrait einer Zeitschrift. Zur Vollendung des 45. Jahrgangs. In: WuE 45. Jg. (1993), S. 423–430
- Reuter, Hans-Georg: Die Gestalter von Wirtschaft und Erziehung, WuE 51. Jg. (1999), S. 60 . 66